# Биле-Сёвер
Биле-Сёвер (перс. بیله‌سُوار‎, азерб. Biləsuvar) — город в Иране, близ азербайджано-иранской границы. В иранской литературе описывается разного рода эпитетами: всегда солнечный город, город зелёных степей и урожайных полей, а также ворота в Азербайджан и на Кавказ. Город расположен в центральной части шахрестана Биле-Сёвер, на севере остана Ардебиль. Климат Биле-Сёвер — умеренный и влажный зимою и достаточно тёплый летом. Жители Биле-Сёвер прежде всего заняты в сельском хозяйстве и торговле, осуществляющейся через таможню.

## Происхождение названия
«Пиле» на тати и азери (распространённый в Иранском Азербайджане в древности индоевропейский язык иранской группы, не связанный с современным азербайджанским языком) означает «большой». Город получил своё название благодаря основавшему его эмиру, которого звали Билесувар (то есть большой всадник). Абдаллах Мустоуфи в своём сочинении «Нузхату-ль-Кулюб» пишет, что город был основан эмиром Билесуваром из династии Буидов. Прежним названием было  "Талыш-Микейли".

## Исторические памятники
Билесовар обладает хорошим климатом и поэтому был местом поселения ещё древних людей. Среди исторических памятников надо отметить древние курганы, относящиеся ещё к доисламскому периоду, а также Кыз-Каласы (Девичью башню) из Средневековья, разрушенные караван-сараи в районе Хуруслю из периода Сефевидов, могилу неизвестного солдата, школу Имама Хомейни, основанную в 1926 г. и получившую известность по всей стране.

## Туризм
В городе Билесовар есть небольшой приграничный базар, где можно приобрести товары по сходной цене, а наибольшею известностью пользуются мужские костюмы, женская одежда, украшения и предметы гигиены. Туристов привлекает и весьма красивая природа Билесовара весною, когда степь покрывается зеленью, а также озеро Шурголь и леса по приграничной реке Бальхаруд.

## Демографическая динамика
Согласно трём иранским переписям, население Билесовара составляло: 13253 человека в 1996 г., 14180 человек в 2006 г. и 15183 человека в 2011 г. Общие темпы роста населения таким образом составили 1,1 раз, — очень медленный темп. Население города за 1996—2006 гг. росло темпами +0,7 % в год, а 2006-11 гг. — 1,4 %, то есть, рост населения за данный период, хотя и остался не очень большим, но все же увеличился в два раза.